# Prunus limeixing
Prunus limeixing — вид квіткових рослин із підродини мигдалевих (Amygdaloideae).

## Біоморфологічна характеристика
Це листопадне дерево з розлогою кроною; може вирости на 3–4 метри.

## Поширення, екологія
Ареал: Північний і Східний Китай.

## Використання
Рослина культивується в Китаї заради їстівних плодів. Плоди вживають сирими чи приготовленими. Плід, схожий на абрикос, м'якуш від жовтого до оранжево-жовтого кольору соковитий, з кисло-солодким смаком. З листя можна отримати зелений барвник. З плодів можна отримати барвник від темно-сірого до зеленого. Олія, отримана з насіння, придатна для використання в легкій промисловості. Високоякісна деревина також використовується в комерційних цілях.